# Olympische Sommerspiele 1920/Teilnehmer (Italien)
| Gelbes Symbol für Goldmedaillen mit stilisierten Olympischen Ringen | Graues Symbol für Silbermedaillen mit stilisierten Olympischen Ringen | Braundes Symbol für Bronzemedaillen mit stilisierten Olympischen Ringen |
| ------------------------------------------------------------------- | --------------------------------------------------------------------- | ----------------------------------------------------------------------- |
| 13                                                                  | 5                                                                     | 5                                                                       |

Italien nahm an den Olympischen Sommerspielen 1920 in Antwerpen mit einer Delegation von 174 Athleten (173 Männer und eine Frau) an 79 Wettkämpfen in 18 Wettbewerben teil.
Die italienischen Sportler gewannen 13 Gold-, fünf Silber- und fünf Bronzemedaillen. Fahnenträger bei der Eröffnungsfeier war der Fechter Nedo Nadi, der fünffacher Olympiasieger wurde. Er gewann zwei Goldmedaillen in Einzelwettkämpfen sowie drei weitere Goldmedaillen in Mannschaftswettbewerben und war damit nach dem US-amerikanischen Sportschützen Willis A. Lee, der sieben Medaillen und darunter fünf Goldmedaillen gewann, der zweiterfolgreichste Olympionike der Spiele.

## Teilnehmer nach Sportarten

### Boxen
- Mariano Barbaresi
- Dario Della Valle
- Pietro Dell’Oro
- Edoardo Garzena
Bronze  Federgewicht
- Leo Giunchi

### Fechten
- Abelardo Olivier
Gold  Florett-Mannschaft
Gold  Degen-Mannschaft
- Baldo Baldi
Gold  Florett-Mannschaft
Gold  Säbel-Mannschaft
- Aldo Boni
- Tullio Bozza
Gold  Degen-Mannschaft
- Giovanni Canova
Gold  Degen-Mannschaft
- Federico Cesarano
Gold  Säbel-Mannschaft
- Tommaso Costantino
Gold  Florett-Mannschaft
Gold  Degen-Mannschaft
- Francesco Gargano
Gold  Säbel-Mannschaft
- Aldo Nadi
Silber  Säbel
Gold  Florett-Mannschaft
Gold  Degen-Mannschaft
Gold  Säbel-Mannschaft
- Nedo Nadi
Gold  Florett
Gold  Säbel
Gold  Florett-Mannschaft
Gold  Degen-Mannschaft
Gold  Säbel-Mannschaft
- Oreste Puliti
Gold  Florett-Mannschaft
Gold  Säbel-Mannschaft
- Giulio Rusconi
- Giorgio Santelli
Gold  Säbel-Mannschaft
- Pietro Speciale
Gold  Florett-Mannschaft
- Rodolfo Terlizzi
Gold  Florett-Mannschaft
- Paolo Thaon
Gold  Degen-Mannschaft
- Dino Urbani
Gold  Degen-Mannschaft
Gold  Säbel-Mannschaft
- Antonio Allochio
Gold  Degen-Mannschaft
Gold  Säbel-Mannschaft
- Andrea Marrazzi
Gold  Degen-Mannschaft

### Fußball
- 5. Platz

Piero Campelli
Giovanni Giacone
Antonio Bruna
Renzo de Vecchi
Virginio Rosetta
Gracco De Nardo
Ettore Reynaudi
Mario Meneghetti
Giuseppe Parodi
Luigi Burlando
Rinaldo Roggero
Giustiniano Marucco
Pio Ferraris
Giuseppe Forlivesi
Cesare Lovati
Enrico Sardi
Adolfo Baloncieri
Emilio Badini
Guglielmo Brezzi
Aristodemo Santamaria
Adevildo De Marchi
nicht eingesetzt:
Guido Ara
Trainer:
Giuseppe Milano

### Gewichtheben
- Pietro Bianchi
Silber  Mittelgewicht
- Filippo Bottino
Gold  Schwergewicht
- Luigi Gatti
- Gino Mattiello
- Giulio Monti

### Kunstwettbewerbe
- Raniero Nicolai
Gold  Literatur

- Oreste Riva
Silber  Musik

### Leichtathletik
- Ernesto Ambrosini
Bronze  3000 m Hindernis
- Valerio Arri
Bronze  Marathon
- Giuseppe Bernardoni
- Ettore Blasi
- Giuseppe Bonini
- Oprando Bottura
- Carlo Butti
- Daciano Colbacchini
- Giorgio Croci
- Ugo Frigerio
Gold  3000 m Gehen
Gold  10.000 m Gehen
- Aurelio Lenzi
- Costante Lussana
- Augusto Maccario
- Carlo Martinenghi
- Giovanni Orlandi
- Donato Pavesi
- Antonio Persico
- Arturo Porro
- Mario Riccoboni
- Agide Simonazzi
- Carlo Speroni
- Giovanni Tosi
- Giuseppe Tugnoli
- Vittorio Zucca

### Moderner Fünfkampf
- Adriano Lanza

### Radsport
- Camillo Arduino
- Pietro Bestetti
- Federico Gay
- Dante Ghindani
- Vittorio Cavalotti
- Ruggero Ferrario
Gold  4000 m Mannschaftsverfolgung
- Luigi Gilardi
- Franco Giorgetti
Gold  4000 m Mannschaftsverfolgung
- Primo Magnani
Gold  4000 m Mannschaftsverfolgung
- Pietro Martinelli
- Armido Rizzetto
- Arnaldo Carli
Gold  4000 m Mannschaftsverfolgung

### Reiten
- Carlo Asinari
Silber  Vielseitigkeit Mannschaft
Bronze  Springreiten Mannschaft
- Emilio Benini
- Giulio Cacciandra
Silber  Vielseitigkeit Mannschaft
Bronze  Springreiten Mannschaft
- Ettore Caffaratti
Bronze  Vielseitigkeit Einzel
Silber  Vielseitigkeit Mannschaft
Bronze  Springreiten Mannschaft
- Santorre de Rossi di Santa Rosa
- Tommaso Lequio di Assaba
Gold  Springreiten Einzel
- Garibaldi Spighi
Silber  Vielseitigkeit Mannschaft
- Ruggero Ubertalli
- Alessandro Valerio
Silber  Springreiten Einzel
- Alessandro Alvisi
Bronze  Springreiten Mannschaft

### Ringen
- Giorgio Calza
- Giovanni Cardinale
- Carlo Corsanego
- Giuseppe Gorletti
- Enrico Porro
- Walter Ranghieri
- Bruto Testoni
- Piero Vaglio

### Rudern
- Nino Castelli
- Pietro Annoni
Silber  Doppelzweier
- Erminio Dones
Silber  Doppelzweier
- Ercole Olgeni
Gold  Zweier mit Steuermann
- Giovanni Scatturin
Gold  Zweier mit Steuermann
- Guido De Filip
Gold  Zweier mit Steuermann

### Schießen
- Peppy Campus
- Raffaele Frasca
- Alfredo Galli
- Franco Micheli
- Ricardo Ticchi
- Giancarlo Boriani
- Sem De Ranieri
- Luigi Favretti
- Camillo Isnardi
- Roberto Preda

### Schwimmen
- Giglio Bisagno
- Agostino Frassinetti
- Mario Massa
- Antonio Quarantotto

### Tauziehen
- 5. Platz
Adriano Arnoldo
Silvio Calzolari
Romolo Carpi
Giovanni Forno
Rodolfo Rambozzi
Carlo Schiappapietra
Giuseppe Tonani
Amedeo Zotti

### Tennis
- Mino Balbi
- Alberto Bonacossa
- Cesare Colombo
- Rosetta Gagliardi

### Turnen
- Mehrkampf Einzel
Luigi Costigliolo
Vittorio Lucchetti
Luigi Maiocco
Giorgio Zampori
Gold 
Angelo Zorzi

- Mehrkampf Mannschaft: Gold 
Arnaldo Andreoli
Ettore Bellotto
Pietro Bianchi
Fernando Bonatti
Luigi Cambiaso
Luigi Contessi
Carlo Costigliolo
Luigi Costigliolo
Giuseppe Domenichelli
Roberto Ferrari
Carlo Fregosi
Romualdo Ghiglione
Ambrogio Levati
Francesco Loi
Vittorio Lucchetti
Luigi Maiocco
Ferdinando Mandrini
Lorenzo Mangiante
Antonio Marovelli
Michele Mastromarino
Giuseppe Paris
Manlio Pastorini
Ezio Roselli
Paolo Salvi
Giovanni Tubino
Giorgio Zampori
Angelo Zorzi

### Wasserball
- 11. Platz
Salvatore Cabella
Ercole Boero
Amilcare Beretta
Luigi Burlando
Achille Olivari
Umberto Lungavia
Angelo Vassallo
Mario Boero

### Wasserspringen
- Guglielmo De Sanctis